# 키타가와 리나
키타가와 리나(일본어: 北川 里奈, 1993년 7월 6일 ~ )는 일본의 여자 성우이다. 미키 프로덕션 소속.
가나가와현 요코하마시 출신.